# Rafał Polaczyk
Rafał Polaczyk es un deportista polaco que compitió en piragüismo en la modalidad de eslalon. Ganó dos medallas de bronce en el Campeonato Europeo de Piragüismo en Eslalon, en los años 2013 y 2014.

## Palmarés internacional
| Campeonato Europeo | Campeonato Europeo | Campeonato Europeo | Campeonato Europeo |
| Año                | Lugar              | Medalla            | Competición        |
| ------------------ | ------------------ | ------------------ | ------------------ |
| 2013               | Cracovia (Polonia) | Medalla de bronce  | K1 por equipos     |
| 2014               | Viena (Austria)    | Medalla de bronce  | K1 por equipos     |